# Marina van der Velde-Menting
Karin Marina van der Velde-Menting (8 mei 1953) is een Nederlandse bestuurder en politicus. Zij is lid van de VVD.

## Biografie
Van 1971 tot 1977 studeerde Van der Velde-Menting staats- en administratief recht aan de Rijksuniversiteit Utrecht. Van 1978 tot 1983 was zij sectorhoofd Ruimtelijke ordening bij de gemeente Amsterdam. Van 1983 tot 1997 was zij gemeenteraadslid van de gemeente Bunnik. Van 1986 tot 1989 was zij wethouder van de gemeente Bunnik en had zij in haar portefeuille Ruimtelijke ordening, Wonen, Milieu, Sociale zaken, Maatschappelijk werk en Sport.
Van 1998 tot 2010 was Van der Velde-Menting bij de gemeente Amsterdam manager bestuurlijke en juridische zaken en projectsecretaris op het projectbureau van de Noord/Zuidlijn. Vanaf 30 maart 2010 was zij burgemeester van de gemeente Kaag en Braassem. Deze gemeente is op 1 januari 2009 ontstaan uit de gemeentefusie van de gemeenten Alkemade en Jacobswoude en waarvan Bas Eenhoorn vanaf die datum waarnemend burgemeester was. Op 3 november 2021 werd Astrid Heijstee-Bolt burgemeester van Kaag en Braassem.
Van der Velde-Menting is getrouwd en heeft drie kinderen.